# Zbigniew Brzoza
Zbigniew Piotr Brzoza (ur. 1957 w Warszawie) – polski reżyser teatralny i telewizyjny, doktor habilitowany sztuk filmowych w zakresie reżyserii teatralnej

## Życiorys
W 1984 obronił pracę magisterską na Wydziale Prawa Uniwersytetu Warszawskiego. W 1990 ukończył reżyserię dramatu w Państwowej Wyższej Szkole Teatralnej w Warszawie – warsztat reżyserski „Kartoteka" Tadeusza Różewicza z udziałem Tadeusza Łomnickiego w Teatrze Studio w Warszawie. Stypendysta POL-KUL-u w 1986. W 1992 odbył staż u Petera Brooka. Stypendysta Reutersa w 1995. Stypendysta Departamentu Stanu USA w 2002.
W latach 1997–2007 dyrektor artystyczny warszawskiego Teatru Studio. Za jego kadencji reżyserowali w nim między innymi Oskaras Koršunovas („Bam” Daniela Charmsa w 1998 i „Sanatorium pod Klepsydrą” Bruno Schulza w 2001), Krzysztof Warlikowski („Zachodnie wybrzeże” Bernarda-Marie Koltèsa w 1998), Piotr Cieplak („Taka ballada” i „Kubuś P.” w 1999 oraz „Muzyka ze słowami” w 2002), Magdalena Łazarkiewicz („Dowcip” Margaret Edson w 2002), Mariusz Grzegorzek („Na wsi” Martina Crimpa w 2003), Rimas Tuminas („Sługa dwóch panów” Carlo Goldoni’ego w 2006).
W latach 2008–2009 dyrektor artystyczny łódzkiego Teatru Nowego, do którego zaprosił takich reżyserów jak: Remigiusz Brzyk („Brygada szlifierza Karhana” Vaska Kani w 2008), Piotr Cieplak („Przed południem, przed zmierzchem” w 2009), Łukasz Kos („Król_Duch” Juliusza Słowackiego w 2009).
W latach 2012–2016 dyrektor artystyczny Festiwalu Łódź Czterech Kultur. Pod jego dyrekcją bohaterem festiwalu stała się Łódź. Spektakle i koncerty odbywają się w przestrzeni publicznej – na podwórkach, placach i w miejskich ogrodach. Ważną rolę w programie imprezy odgrywają trwałe instalacje plastyczne, takie jak „Pasaż Róży" Joanny Rajkowskiej, który stał się nową ikoną Łodzi, spektakle plenerowe, oparte na historii podwórek, na których powstają oraz projekty artystyczno-społeczne adresowane do dzieci i młodzieży ze środowisk wykluczonych społecznie. Wstęp na wszystkie wydarzenia jest bezpłatny.
Od listopada 2018 dyrektor Teatru im. Stefana Jaracza w Olsztynie, w 2023 zakończył swoją kadencję
Zbigniew Brzoza jest twórcą ponad czterdziestu przedstawień prezentowanych na najważniejszych przeglądach i festiwalach w Polsce, a także w Rosji, Niemczech, Szwecji, Francji, Włoszech, na Węgrzech, Litwie oraz w Brazylii.
Laureat licznych nagród, m.in.: Złota Maska za najlepszą reżyserię dla spektaklu „Przemiana” (rok 1993), Grand Prix dla spektaklu „Zbrodnia z premedytacją" na 36. Kaliskich Spotkaniach Teatralnych (1996), Złota Maska za najlepszą reżyserię dla spektaklu „Zbrodnia z premedytacją” (1996), Złamany szlaban za reżyserię „Zbrodnia z premedytacją" na VIII Międzynarodowym Festiwalu Na granicy w Cieszynie (1997), Nagroda za reżyserię przedstawienia „Geza-dzieciak" w Teatrze Studio w Warszawie oraz medal im. Stanisława Bieniasza na VI Festiwalu Dramaturgii Współczesnej Rzeczywistość przedstawiona w Zabrzu (2006), Nagroda Teatralna Marszałka Województwa Pomorskiego za ideę i scenariusz spektaklu „Sprawa operacyjnego rozpoznania" w gdańskim Teatrze Wybrzeże (2012), Złota Maska za reżyserię przedstawienia „Z Różewicza dyplom" w PWSFTviT w Łodzi (2012), Nagroda im. Zygmunta Duczyńskiego dla Indywidualności Artystycznej Festiwalu Kontrapunkt i nagroda dziennikarzy za scenariusz przedstawienia „Obwód głowy” z poznańskiego Teatru Nowego (2015) oraz nagrody na festiwalu Rzeczywistość Przedstawiona w Zabrzu (2015) i Nagrody im. Krzysztofa Zaleskiego oraz Za Oryginalny Tekst Dramatyczny na festiwalu Dwa Teatry - Sopot 2016, również za spektakl "Obwód głowy”.
Większość jego przedstawień opartych jest na dramaturgii współczesnej poświęconej problematyce społecznej. Niektóre przykłady to: „Geza Dzieciak” Jánosa Háy'a, „Marylin Mongoł” Nikołaja Kolady, „Pan Paweł” Tankreda Dorsta, „Edmond” Davida Mameta, „Trawestacje” Toma Stopparda, „Miłość na Madagaskarze” czy „Pasja” według „Szatana i dziewczyny” Petera Turrini’ego. Także dramaty klasyczne w jego reżyserii zyskują zazwyczaj współczesny i społeczny wymiar, czego przykładem mogą być m.in. „Antygona” Sofoklesa czy „Burza” i „Komedia omyłek” Williama Shakespeare’a.
Zrealizował również siedem przedstawień w Teatrze Telewizji, m.in. „Portugalię” Zoltana Egressy’ego, „Więź” Rony Munro czy „Zbrodnię z premedytacją” Witolda Gombrowicza.
W 2014 otrzymał stopień naukowy doktora habilitowanego sztuk filmowych w zakresie reżyserii teatralnej. Pracował jako adiunkt w Wyższej Szkole Filmowej Telewizyjnej i Teatralnej w Łodzi na wydziale reżyserii, wcześniej także na wydziale aktorskim. Powstałe pod jego opieką przedstawienia dyplomowe dwukrotnie zostały wyróżnione Grand Prix Festiwalu Szkół Teatralnych
Zbigniew Brzoza jest autorem ponad 20 godzin audiobooków do Muzeum Chopina w Warszawie i Żelazowej Woli.
Odznaczony Krzyżem Wolności i Solidarności.